# Winong (Jetis)
Winong is een bestuurslaag in het regentschap Ponorogo van de provincie Oost-Java, Indonesië. Winong telt 1770 inwoners (volkstelling 2010).